# Echeclus concinnus
Echeclus concinnus är en spindelart som beskrevs av Tord Tamerlan Teodor Thorell 1890. Echeclus concinnus ingår i släktet Echeclus och familjen hoppspindlar. Inga underarter finns listade i Catalogue of Life.